# 関屋町
関屋町（せきやちょう）は、愛知県豊橋市の町名。

## 地理
豊橋市中央部に位置し、東は今橋町、西は湊町・上伝馬町、南は新本町・八町通、北は下地町に接する。

### 河川
- 豊川

## 世帯数と人口
2021年（令和3年）4月1日現在の世帯数と人口は以下の通りである。
| 町丁   | 世帯数  | 人口  |
| ------ | ------- | ----- |
| 関屋町 | 231世帯 | 472人 |

## 学区
市立小・中学校に通う場合、学区は以下の通りとなる。
| 番・番地等 | 小学校             | 中学校             | 高等学校普通科 |
| ---------- | ------------------ | ------------------ | -------------- |
| 全域       | 豊橋市立松葉小学校 | 豊橋市立豊城中学校 | 三河学区       |

## 歴史
江戸時代は吉田城下の一部であった。城の西側に位置し、関屋口が置かれた。

### 沿革
- 明治初年 - 吉田城下関屋が豊橋関屋町となる[2]。
- 1889年（明治22年）10月1日 - 町村制施行に伴い、渥美郡豊橋町関屋町となる[2]。
- 1906年（明治39年）8月1日 - 市制施行に伴い、豊橋市関屋町となる[2]。
- 1958年（昭和33年）9月12日 - 一部が八町通1丁目となり、上伝馬町・湊町との間で境界を変更[2][3]。
- 1963年（昭和38年）1月1日 - 東八町の一部を編入[2][4]。

## 施設
- あいち情報専門学校
- 吉田神社
- 賢養院
- 悟真寺
  - 悟真寺幼稚園
- 善忠院
- 西禅院
- 東高院
- 法蔵院
- 樹松院
- 竹意寺
- 専称寺
- 勢至寺

- あいち情報専門学校
- 吉田神社
- 悟真寺
- 悟真寺幼稚園
- 善忠院

## 交通
- 国道1号
- 国道23号（蒲郡街道）

## 出身人物
- 関根痴堂（当時は吉田関屋町）[5]
- 中山繁樹（当時は吉田関屋町）[6]
- 三輪弘忠（当時は吉田関屋町）[7]

## その他

### 日本郵便
- 郵便番号 : 440-0891[WEB 3]（集配局：豊橋郵便局[WEB 6]）。

### WEB
1. ↑  “愛知県豊橋市の町丁・字一覧”.   人口統計ラボ. 2019年7月22日閲覧。
2. 1 2  “行政町別人口(平成元年 5月～)”.   豊橋市 (2021年4月1日). 2021年6月29日閲覧。
3. 1 2  “愛知県豊橋市の郵便番号一覧”.  日本郵便. 2021年6月30日閲覧。
4. ↑  “市外局番の一覧”.   総務省. 2019年6月24日閲覧。
5. ↑  “校区検索”.   豊橋市. 2021年6月30日閲覧。
6. ↑  “郵便番号簿 2018年度版” (PDF).   日本郵便. 2019年6月10日閲覧。

### 書籍
1. ↑  「角川日本地名大辞典」編纂委員会 1989, p. 1789.
2. 1 2 3 4 5 6  「角川日本地名大辞典」編纂委員会 1989, p. 742.
3. ↑  吉川利明 1976, p. 56.
4. ↑  吉川利明 1976, p. 70.
5. ↑  郷土豊橋を築いた先覚者たち編集委員会 1986, p. 247.
6. ↑  郷土豊橋を築いた先覚者たち編集委員会 1986, p. 227.
7. ↑  郷土豊橋を築いた先覚者たち編集委員会 1986, p. 218.